# Бабяшкина, Анна Вячеславовна
Анна Вячеславовна Бабяшкина (род. 11 июня 1979, посёлок Хмельники, Ростовский район, Ярославская область, РСФСР, СССР) — российская писательница, журналист, переводчик и редактор. Лауреат литературных премий «Дебют» и «Электронная буква», финалист премий Норы Галь
, «Национальный бестселлер» и имени И. П. Белкина. Бывший главный редактор издательства «Лайвбук» (2020—2023).

## Биография
Анна Бабяшкина родилась 11 июня 1979 года в посёлке Хмельники Ростовского района Ярославской области. В 1996 году окончила Хмельниковскую среднюю школу с золотой медалью. В 2001 году с красным дипломом завершила обучение на факультете журналистики Московского государственного университета имени М. В. Ломоносова.
После окончания университета работала книжным обозревателем в различных СМИ, включая журналы «Всё ясно», «Профиль», «Sex and the City». В 2010—2015 годах была шеф-редактором журнала «Крестьянка». Позже занимала должности главного редактора литературного портала ReadRate и журнала «Читаем вместе». Как главный редактор ReadRate выступила автором рецензии на роман Михаила Харита «Рыбари и виноградари».
С 2020 по 2023 год занимала должность главного редактора издательства «Лайвбук».

## Литературная деятельность
Анна Бабяшкина — автор нескольких художественных произведений, в которых исследуются темы женского опыта, одиночества, внутренних конфликтов и социальных противоречий.
Основные произведения:
- «Пусто: пусто» (2004)
- «Разница во времени» (2005)
- «Мне тебя надо» (2008) — лонг-лист премии имени И. П. Белкина
- «Прежде чем сдохнуть» (2016) — лауреат премии «Дебют», лонг-лист премии «Национальный бестселлер»
- «И это взойдёт» (2021) — лауреат премии «Электронная буква»

Публиковалась также под фамилией Леонидова, под которой получила премию «Дебют» в 2011 году за роман «Прежде чем сдохнуть».
Роман «Прежде чем сдохнуть» также получил внимание критиков. В рецензии на портале ReadRate отмечается: «Честный роман о том, чем через 20 лет аукнется нам самовлюблённость и зацикленность на себе».
По данным портала «Книжная Индустрия», тираж выпускаемых книг Анны Бабяшкиной составляет более 250 000 экземпляров ежегодно.

## Переводческая деятельность
Анна Бабяшкина переводит с английского языка. Наиболее известны её переводы романов ирландской писательницы Салли Руни: «Разговоры с друзьями" и "Прекрасный мир, где же ты". Также редактировала перевод романа «Нормальные люди». Все книги вышли в издательстве «Синдбад».
В 2021 и 2023 годах входила в шорт-лист конкурса имени Норы Галь за переводы короткой прозы. В 2021 году входила в лонг-лист переводческой премии «Мастер» за перевод романа «Разговоры с друзьями».

## Редакторская деятельность
В качестве главного редактора издательства «Лайвбук» Анна Бабяшкина курировала издание более 110 книг, включая произведения Мэтта Хейга, Веры Полозковой, Мариам Петросян, Ивана Шипнигова и других. Под её руководством книги издательства входили в лонг-листы и шорт-листы премий «Ясная Поляна», «Большая книга», «Национальный бестселлер», «НОС» и «Лицей».

## Общественная деятельность
Анна Бабяшкина является соорганизатором премии «Блог-пост. Лучший книжный блог года», направленной на поддержку независимого литературного блогинга. Регулярно участвует в литературных фестивалях, публичных дискуссиях и интервью.

## Награды и признание
- Премия «Дебют» (2011) — за роман Прежде чем сдохнуть[1]
- Премия «Электронная буква» (2021) — за роман И это взойдёт[2]
- Лонг-лист премии «Национальный бестселлер» (2017) — за роман Прежде чем сдохнуть
- Лонг-лист премии имени И. П. Белкина (2008) — за повесть Мне тебя надо
- Финалистка премии Норы Галь (2021, 2023) — за переводы короткой прозы с английского языка